# Bedemon
Bedemon war eine 1973 gegründete Proto-Doom-Band. Die Geschichte der als Projekt zur Aufnahme der von Randy Palmer gegründeten Gruppe ist eng mit jener von Pentagram verknüpft. Aktive und ehemalige Mitglieder der Band waren an Bedemon beteiligt. Nach dem Jahr 1979 wurde der Pentagram-Sänger und -Kopf Liebling nicht mehr hinzugezogen. Mit dem Verkehrstot des Bandgründers Randy Palmer im Jahr 2002 endete die Laufbahn der Band noch bevor die Gruppe eine offizielle Veröffentlichung herausgebracht hatte. Eine Kompilation und ein Album erschienen Postum.

## Geschichte
Bedemon entstand als Projekt des Gitarristen Randy Palmer. Der Bandname entstand als Kofferwort des Dämonennamens Behemoth und des englischen Begriffs Demon für Dämon. Von Beginn an war Bedemon ausschließlich als Studio-Projekt zur Aufnahme von Palmers Musik und allein für Palmers Heimgebrauch konzipiert. Veröffentlichungen wurden erst Jahrzehnte nach der Gründung ein Thema für die Musiker und erst nach Palmers Tot realisiert.
Zu Beginn spielte Palmer allein zuhause Gitarre, skizzierte und schrieb Stücke die direkt von Black Sabbath beeinflusst waren. Mit dem Wunsch die Musik aufzunehmen sprach er befreundete Musiker an, ob diese sich an Aufnahmen beteiligen würden. Palmer lud den Gitarrist und Schlagzeuger Geof O’Keefe sowie Sänger Bobby Liebling von der damals bereits aktiven Band Pentagram sowie seinen Schulfreund Mike Matthews als Bassist ein ihn bei Aufnahmen zu unterstützen. Die Gruppe traf sich im Proberaum der Band Pentagram und nahm binnen einiger Stunden drei Stücke auf. Diese erste Bedemon-Session führte zu Child of Darkness, Serpent Venom und Frozen Fear. Nach ein paar Monaten kamen die vier Musiker erneut zusammen, um weitere Stücke aufzunehmen, und derartige Sessions fanden in den nachkommenden Jahren gelegentlich statt. Palmer trat zwischenzeitlich Pentagram bei, blieb jedoch nicht lange in der Band, hinterließ ihr jedoch das Bedemon-Stück Starlady, das Pentagram 1998 auf dem Album Human Hurricane veröffentlichte.
Die Musiker nahmen Bedemon als Projekt nicht sonderlich ernst, selbst Palmer, zu dessen Vergnügen die Musiker das Projekt mit führten, machte sich anfangs über sein eigenes Gitarrenspiel lustig. O’Keefe beschrieb die Stücke als „matschig“ und die auf Horror und Drogengeschichten ausgelegten Texte als albern und übertrieben. Rückblickend wurde gerade der Ansatz die Musik nur für Palmers eigenes Interesse aufzunehmen als besonders authentisch gelobt.
Pentagram zerbrach das erste Mal 1976 und wurde von Liebling zwei Jahre später in neuer Besetzung reaktiviert. Bedmon hingegen blieb bis zum Jahr 1979 mit ihren gelegentlichen Treffen aktiv und nahm ausreichend Material für ein Studioalbum auf. Veröffentlicht oder aufgeführt wurde die Musik allerdings seinerzeit bewusst nicht. Die Band traf sich bis 1979 ein bis zwei Mal im Jahr und spielte die überwiegend von Palmer geschriebenen Stücke ein.
Im Jahr 1986 luden Palmer und O’Keefe, den Bassist Greg Mayne und den Gitarrist Norman Lawson, beide ebenfalls mit Erfahrungen in Pentagram, zu weiteren Bedomon-Aufnahmen ein. Die Gruppe traf sich im Heimstudio von O’Keefe und spielte fünf Stücke ein, darunter auch erneut Starlady. Liebling, der an dem Stücke mitgeschrieben hatte, war nicht Teil der Aufnahme. Die fünf Stücke blieben Instrumental. Es war das vorerst letzte zusammenkommen als Bedemon. Die Musiker verschlug es in unterschiedliche Regionen der Vereinigten Staaten.
Im Frühjahr 2001 machte der Musikjournalist Perry Grayson den Versuch, die ehemaligen Mitglieder von Pentagram und Bedemon ausfindig zu machen, um eine Artikelserie über diese Bands vorzubereiten. Er kannte die Gruppe durch Bootleg-CD und schätzte die Musik der bis dahin offiziell unveröffentlichten Band hoch. Nach seinen Interviews diskutierten Palmer, Matthews und O’Keefe die Möglichkeit neue Musik als Bedemon aufzunehmen und erstmals die Option einer Veröffentlichung. Da Palmer in North Carolina, Matthews in Arizona und O’Keefe in Kalifornien lebte, war die Umsetzung schwierig. Nach einem regen Austausch fand eine geplante Aufnahme im Oktober 2001 in dem von O’Keefe geführtem Aufnahmestudio Garage in San Miguel nicht statt. Stattdessen wurden zum Ende des Jahres 2001 die gesamten frühen Aufnahmen von den Original-Masterbändern überarbeitet und als Kompilation zusammengestellt. Im April 2002 nahm die Band dann weiteres Material, wie geplant in San Miguel auf. Einen Sänger hatte die Band zu diesem Zeitpunkt nicht.
Am 31. Juli 2002 des Jahres wurde Palmer, als Beifahrer im Auto seiner Verlobten, in Nord-Virginia durch ein Auto, das eine rote Ampel überfuhr, in einen Unfall verwickelt. Das Auto wurde auf der Beifahrerseite gerammt. Palmers Verlobte und ihr gemeinsamer jugendlicher Sohn auf dem Rücksitz wurden nur leicht verletzt. Palmer erlitt ein schweres inneres Trauma. Er lag acht Tage lang auf der Intensivstation, bevor er am 8. August im Alter von 49 Jahren starb.
Die Kompilation der frühen Aufnahmen wurden von Black Widow Records unter dem Titel Child of Darkness veröffentlichte im Jahr 2005 veröffentlicht. Relapse Records veröffentlichte die Kompilation 2015 erneut. Die Aufnahmen vom April 2002 wurden unter dem Titel Symphony of Shadows von Svart Records im Jahr 2012 veröffentlicht. Das Album wurde von O’Keefe mit dem Tontechniker Shawn Hafley hierzu überarbeitet. Als Sänger holte O’Keefe Craig Junghandel, den Palmer nicht kennengelernt hatte, hinzu. Palmer sprach in einem Interview mit dem Webzine Doom-Metal.com über die Möglichkeit aus Skizzen und Songideen von Palmer ein weiteres Album zu gestalten, räumte jedoch ein, dass die Umsetzung kostspielig und langwierig sein würde und vom Erfolg des Albums Symphony of Shadows abhänge. Während Child of Darkness mehrfach neu aufgelegt wurde, blieb es für Symphony of Shadows allerdings bei einer einmaligen Veröffentlichung. Beide Veröffentlichungen wurden derweil von Rezensenten überwiegend positiv aufgenommen.
Im Jahr 2015 trat O’Keefe mit dem Saint-Vitus-Sänger Scott Weinrich, dem Pentagram-Bassisten Greg Mayne und dem Schlagzeuger Frank Hayes in der Sendung The Psycho Show auf und spielte ein Bedemon-Set. Weitere Aktivitäten unter dem Bandnamen blieben seither aus. In seiner Banddarstellung schließt der Autor Aleksey Evdokimov mit der Feststellung, dass Bedemon nie die Gelegenheit gehabt habe eine Band zu werden. O’Keefe behielt die Idee bei ein weiteres Album der Gruppe zu veröffentlichten und nannte noch 2019 Mathews als konstantes Mitglied. Aufnahmen und Auftritte stünden allerdings hinter beruflichen und privaten Verpflichtungen zurück.

## Stil
Beeinflusst von Blue Cheer und Black Sabbath sei die Musik von Bedemon am besten als Proto-Doom zu beschreiben wird die Musik der Band für das Webzine Doom-Metal.com beschrieben. Proto-Doom ist ein gelegentlich genutzter Begriff, den das gleiche Webzine als ungewöhnlich langsamen, düsteren und verzerrten Hard Rock beschreibt. Massiv verzerrte E-Gitarren, extreme Lautstärke, langsame Tempi, Moll-Kompositionen und eine tiefe Atmosphäre Kennzeichen dieser Spielweise. Dimitris Plastiras von Doom-Metal.com beschrieb die von Bedemon auf Child of Darkness präsentierten Musik als „dunklen und schweren Doom Metal in seiner reinsten Form“.

## Diskografie
- 2005: Child of Darkness (Kompilation, Black Widow Records/2015: Relapse Records)
- 2012: Symphony of Shadows (Album, Svart Records)